# Äspenäs

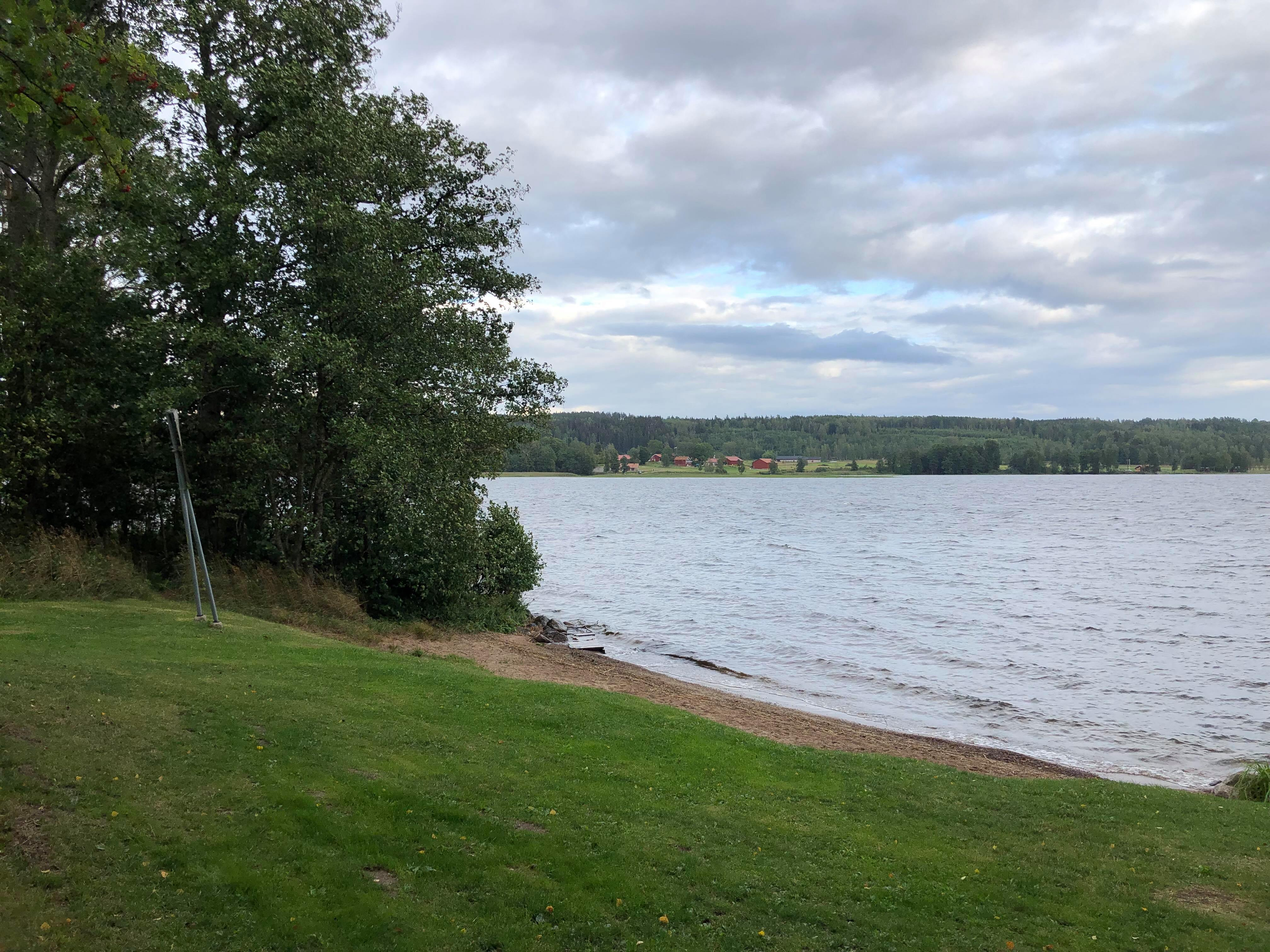
Strand i Äspenäs

Äspenäs är en by inom Kristdala socken i Oskarshamns kommun. 
Byn ligger i den så kallade Bråbygden, ett område som bevarat det gamla odlingslandskapet från förr. Byn består av fem gårdar varav tre är åretruntbostäder och de två övriga är sommarbostäder. Byn har nio bofasta invånare, på sommaren och runt älgjakten fördubblas denna siffra.